# Tombes de Xiabali
Les tombes de Xiabali (下八里墓群) se trouvent dans le village du même nom, à proximité immédiate de la ville de Xuanhua, située sur la route de Pékin à Zhangjiakou. Elles datent de la fin de la dynastie Liao et sont célèbres pour la bonne conservation de leurs fresques murales. Elles sont incluses depuis 1996 dans la liste des monuments historiques de Chine (4-72).
La première tombe a été découverte en 1972, suivie au fil des ans par une bonne douzaine d'autres. Il s'agit essentiellement du cimetière des Zhang, une famille de hauts fonctionnaires, leur nom suggérant qu'ils soient des Han. Leurs 96 fresques montrent des scènes de la vie quotidienne et illustrent la coexistence des habitudes d'origine khitane et han dans une culture bouddhiste.

## La tombe n° 3
La tombe n° 3 est la plus connue. Bien qu'elle ait perdu son tumulus et son chemin d'accès, elle est bien conservée. D'après l'inscription funéraire, il s'agit de celle de Zhang Shiben (ou Zhang Shiqing chinois simplifié : 张世卿 ; pinyin : zhāng shìqīng), mort en 1088 et inhumé à cet endroit en 1093, et de sa femme, née Jiao, morte en 1143 à l'âge de 93 ans et inhumée en 1144. La tombe suit les pratiques architecturales funéraires de l'époque: elle comprend une chambre funéraire circulaire construite en brique sur un diamètre de 2,64 mètres avec 4 colonnes peintes en rouge surmontées par une voûte culminant à 2,52 m. Celle-ci présente le ciel étoilé avec la particularité de montrer aussi bien les constellations chinoises avec leurs 28 loges lunaires que les occidentales.
Outre le cercueil en bois posé sur une estrade en brique contre la paroi nord, la chambre abritait deux tables entourées de deux chaises et d'un tabouret. Elles devaient probablement présenter un grand nombre de plats cuisinés. Une cinquantaine de céramiques ont survécu, accompagnées d'une trentaine de laques, de deux miroirs en bronze, de deux peignes en os et de cinq pièces de monnaie. L'absence d'objets utiles pour les nomades (harnais, gourdes rappelant le cuir), contrairement à d'autres tombes plus anciennes, indique que le cadre de vie est proche de celui des Song.

### Les fresques
A l'entrée de la chambre funéraire, deux gardes se font face de chaque côté de la porte s'ouvrant vers le sud. Ensuite, de l'est vers l'ouest, une table en bois jaune est représentée sur laquelle sont déposés les quatre trésors du lettré (pinceau, bâton d'encre, papier de riz et pierre à encre), juste devant une fenêtre à barreaux s'ouvrant sur quatre silhouettes. Juste à côté une femme coiffée de trois couettes et portant une veste bleue avec une longue jupe à rayures rouge et fleurs bleues porte un bol tout en veillant sur un petit chien. Sur le côté nord, une autre femme manipule la serrure d'une porte rouge entourée par deux échassiers (une scène que l'on retrouve fréquemment dans les tombes Liao). Côté ouest, il y a une autre table supportant des livres, une jeune femme tenant un bol et un grand vase de fleurs.

## Autres tombes
- La tombe de Han Shixun, un riche marchand, présente un grand nombre de sujets, avec plusieurs chameaux dont un attelé à un chariot ainsi que des thèmes de la tombe n° 3. Plus complexe et plus coûteuse que la simple tombe de Zhang Shiben, elle est la première à présenter une chambre funéraire hexagonale précédée d'une antichambre carrée.

- Tombe de Zhang Shiqing (1116)

- Tombe de Zhang Shixiang (mort en 1116), dont l'épouse appartient au clan des Yelü (en), comme l'empereur.

- Tombe de Zhang Gongyou (1117)

- Tombe n° 7 de Zhang Wenzao, tombe particulièrement riche étudiée en mars 1993.

- Tombe n° 10 de Zhang Kuangzheng, tombe particulièrement riche étudiée en mars 1993.

Dans tous ces cas, les défunts ont été incinérés et les cendres ont été recueillies dans des figurines de glaise qui les représentent élégamment vêtus. Le développement du cimetière semble s'arrêter en 1117, au moment de la guerre entre les Liao et les Jürchens qui se solde par le départ de certains Khitans et la mise en place de la dynastie Jin.
D'autres tombes de la même époque ont été découvertes à proximité en 2006 et 2013.